# Айрапетян, Юрий Суренович
Ю́рий Суре́нович Айрапетя́н (арм. Յուրի Սուրենի Հայրապետյան; 22 октября 1933, Эривань — 19 апреля 2021, Москва) — армянский советский пианист и музыкальный педагог. Народный артист Армянской ССР (1976). Профессор Московской государственной консерватории имени П. И. Чайковского.

## Биография
Родился в Ереване. В 1956 году с отличием окончил Московскую консерваторию (класс Я. Флиера), а в 1960 году — аспирантуру (у него же). За это время он добился заметных успехов, став лауреатом конкурса на V Всемирном фестивале молодёжи и студентов в Варшаве (вторая премия) и Международного конкурса имени королевы Елизаветы в Брюсселе (1960 год, восьмая премия).
С 1961 года преподавал в Ереванской консерватории (с 1973 года — доцент, в 1977—1994 годах — декан фортепианного факультета, с 1978 года — профессор).
С 1994 года — профессор Московской консерватории. Давал мастер-классы в городах России, странах ближнего и дальнего зарубежья (Франция, Югославия, Южная Корея, Казахстан).
Многократно выступал с оркестрами под управлением выдающихся дирижёров современности (К. Кондрашин, Г. Рождественский, Н. Рахлин, В. Гергиев, Ф. Мансуров, Ниязи и других), а также в авторских концертах А. Хачатуряна под управлением автора.
Умер 19 апреля 2021 года. Похоронен на Востряковском кладбище.

## Награды
- Народный артист Армянской ССР (1976).
- Медаль Мовсеса Хоренаци (2004, Армения) — за заслуги в области исполнительства и педагогической деятельности.
- 2-я премия V Всемирного фестиваля молодёжи и студентов (Варшава, 1955).
- 4-я премия Международного конкурса пианистов имени Ференца Листа (Будапешт, 1956).
- 8-я премия Международного конкурса пианистов имени бельгийской королевы Елизаветы (Брюссель, 1960).